# Bolaamphiphile
Bolaamphiphile  (auch „Bolatenside“ oder kurz „Bolas“) stellen eine besondere Art amphiphiler Moleküle dar. Sie besitzen mindestens zwei hydrophile Kopfgruppen, die durch einen hinreichend langen, hydrophoben Molekülteil separiert werden. Der Name „Bola“ besitzt seinen Ursprung in der Ähnlichkeit der Molekülgestalt zu einer Wurfwaffe indigener Völker und wurde 1951 von Raymond M. Fouss und David Edelson eingeführt.

## Struktur

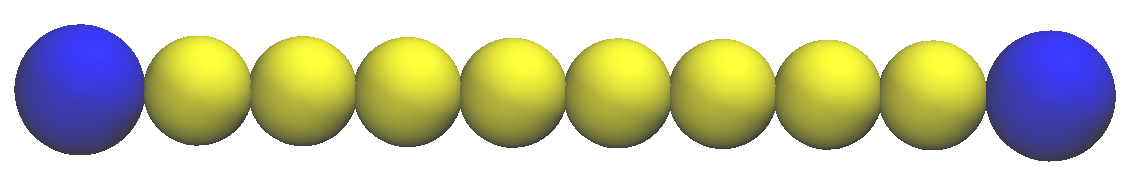
Vereinfachte Darstellung eines Bolaamphiphils. Blaue Kugeln kennzeichnen die hydrophilen und gelbe die hydrophoben Segmente.

Die Moleküle sind gemäß ihrer Zugehörigkeit zu den Tensiden in hydrophile und hydrophobe Bereiche unterteilt. Als hydrophile Einheiten liegen im Wesentlichen Carboxyl-, Ammonium-, Polyethoxy-Gruppen sowie Zuckermonomere vor, während der hydrophobe Molekülteil aus Alkyl- und Phenylgruppen gebildet wird. Eine besondere Bedeutung besitzen die synthetischen Bolas, die durch Kondensations- und Kupplungsreaktionen gewonnen werden.

## Eigenschaften
Bolatenside weisen im Vergleich zu Tensiden mit einer einzelnen Kopfgruppe eine höhere Wasserlöslichkeit, eine größere Kritische Mizellbildungskonzentration (CMC) sowie eine geringere mittlere Aggregationszahl auf. In wässriger Lösung können sich konzentrationsabhängig Micellen und Vesikel in verschiedenen Formen bilden. Bolaamphiphile, die aufgrund einer Verknüpfung über Phenylkerne in einer relativ starren Konformation vorliegen, können dabei faserartige Micellen erzeugen, die sich durch einen hohen Grad an Helizität auszeichnen. Zudem kann hierbei die Bildung stabiler, transparenter Gele in wässriger Lösung beobachtet werden.

## Vorkommen und Anwendungen

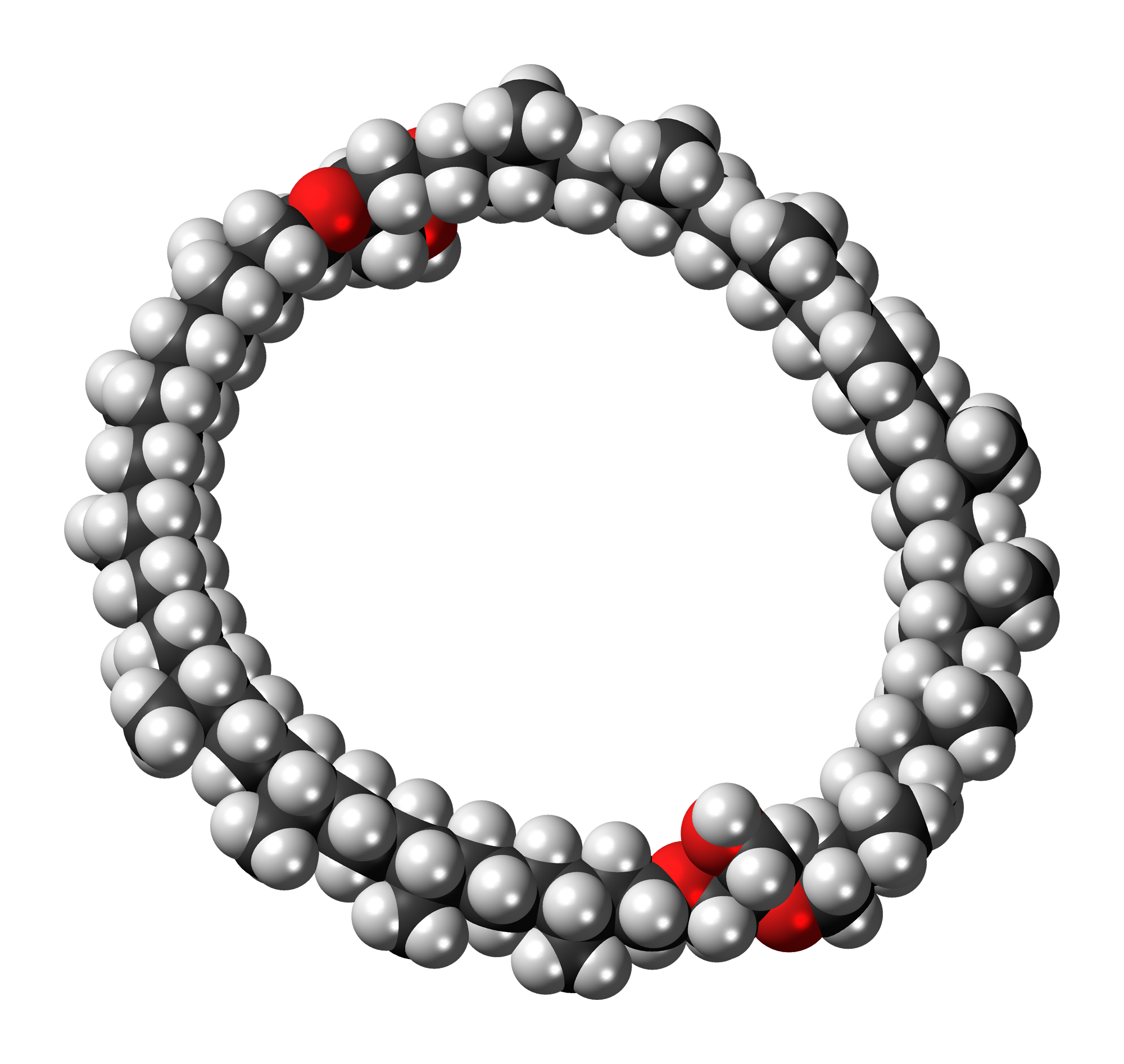
Caldarchaeol

Die Zellmembran extrem thermophiler Archaeen enthält das amphiphile Caldarchaeol, das die gesamte Membran durchzieht. Alle anderen Lebewesen haben Doppelmembranen.
Es ist möglich, die Monoschicht-Membranen der Archae-„Bakterien“ mit Bolas nachzuempfinden. Nach der kovalenten Anbindung einer hydrophilen Gruppierung an ein festes Substrat werden sie als Beschichtungmaterial für Elektroden verwendet. Durch die weitere chemische Derivatisierung der verbleibenden funktionellen Gruppe finden Bolas Anwendung bei Prozessen, die auf der molekularen Erkennung beruhen.